# Mockup

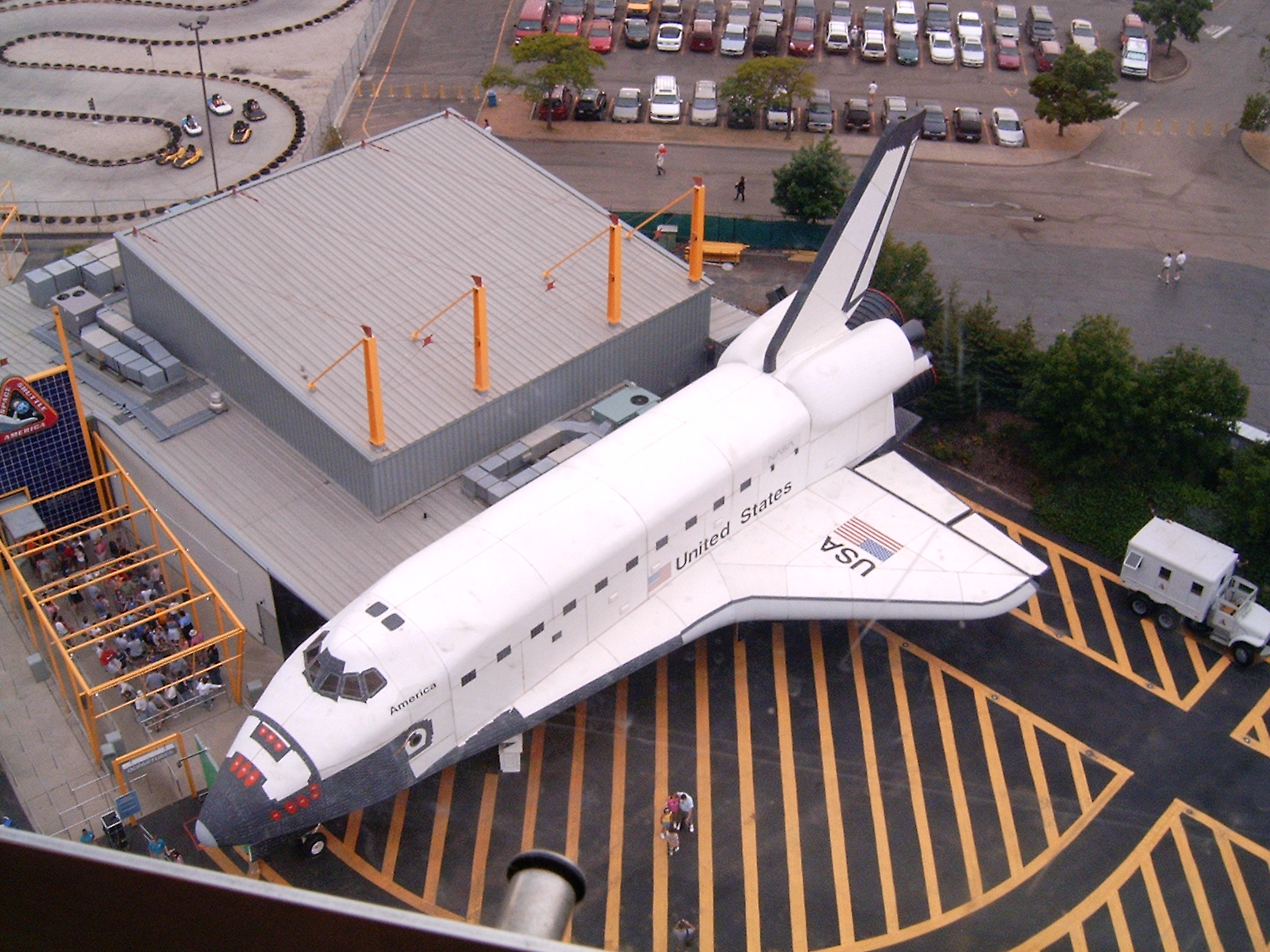
Space Shuttle America外的太空梭是一個Mockup的例子

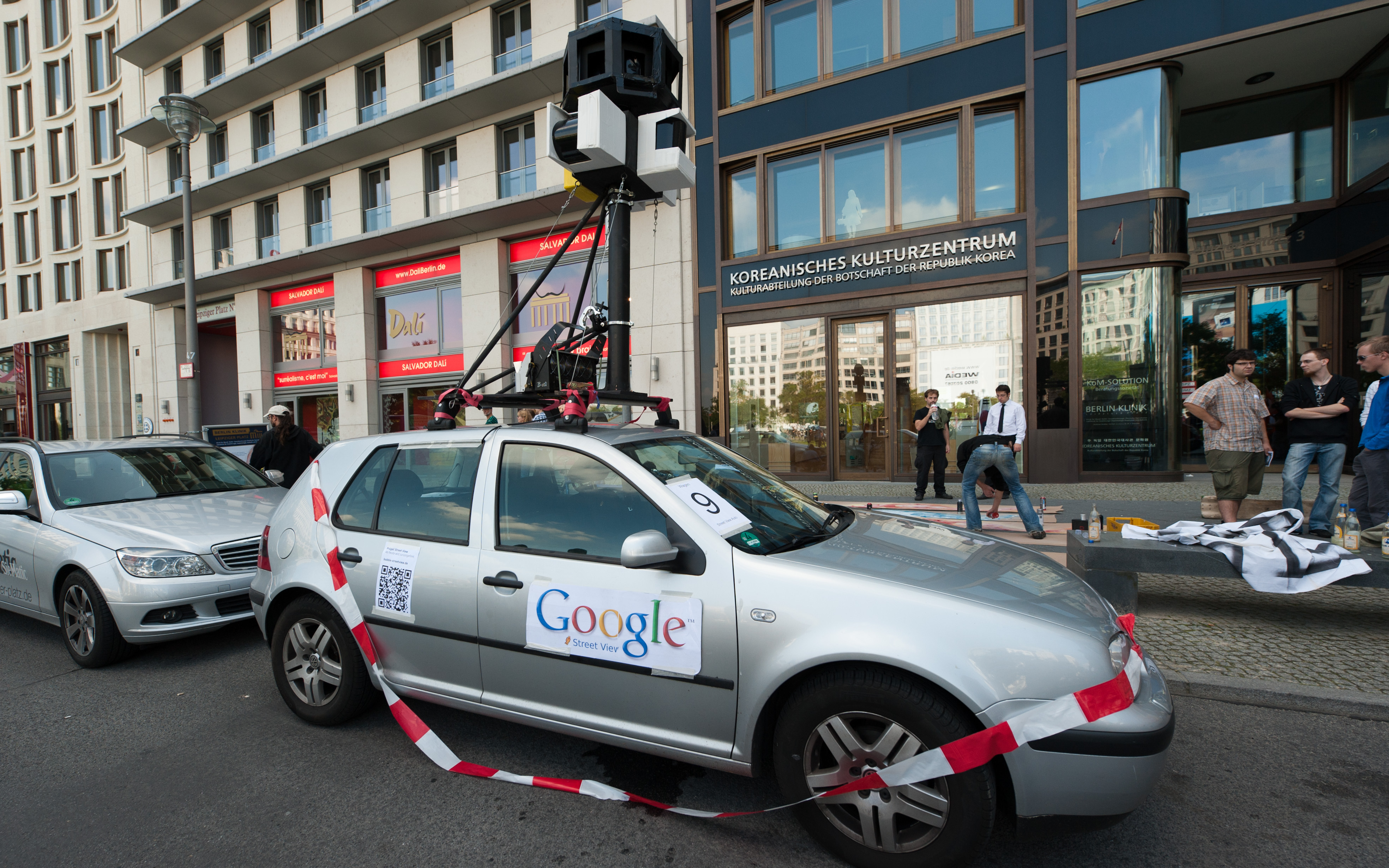
2010年9月在柏林的Freiheit statt Angst中，Google街景車的mockup

在製造及設計上，mockup是一個設計或是設備的模型，用來教學、展示、設計評估、推廣或是其他用途，可以是比例模型或和實物一様大的模型。若mockup已有系統一部份的功能，已可以測試其設計，則稱為原型（prototype）。
設計者會用mockup來收集使用者的意見及回饋。mockup表示了一個流行的工程概念：設計者可以在繪圖板上用橡皮擦直接修改設計，也可以晚一點用錘子直接修正。
設計新產品時，常會將Mockups做為虛擬的設計工具。在汽車零件產業的產品開發流程中會使用Mockup，會在風洞中測試其尺寸、外形，也用此確認整體印象，以及客戶對此的反應。

## 軟體工程
在軟體開發最常用的Mockup，是在軟體還沒有開發或還沒有底層功能的時候，用Mockup建立使用者介面（UI）向終端使用者展示該軟體的樣貌。軟體UI Mockups的範圍可以從非常簡單的手繪螢幕版面、寫實的點陣圖、到在軟體開發工具中擁有部份功能的使用者介面。
Mockup也常用來創建單元測試，此情形下常會稱為模拟对象（mock object）。創建模拟对象的目的是可以測試軟體系統（或是單元）的一部份，而用模拟对象取代會用到的其他相依模組。這些相依的機能在測試時就用模拟对象代為進行了。
若軟體模擬的情境是非常難進行的（例如需要複雜的計算），或是結果是非確定性的（例如讀感測器的讀值），上述作法格外的重要。
軟體設計中常見的風格是面向服务的体系结构（SOA），其中許多的組件是透過HTTP之類的通訊協定進行通訊。服務虛擬化以及API mock及模擬器都是實現mockup的例子，或是稱為軟體系統中over-the-wire的測試替身，是在SOA環境下去建模相依的組件或是微服務。
Mockup軟體也可以用在微等級的評估，例如檢查單一函數，並且從測試中找到結果，以強化產品整體的能力以及可用性。

## 建築

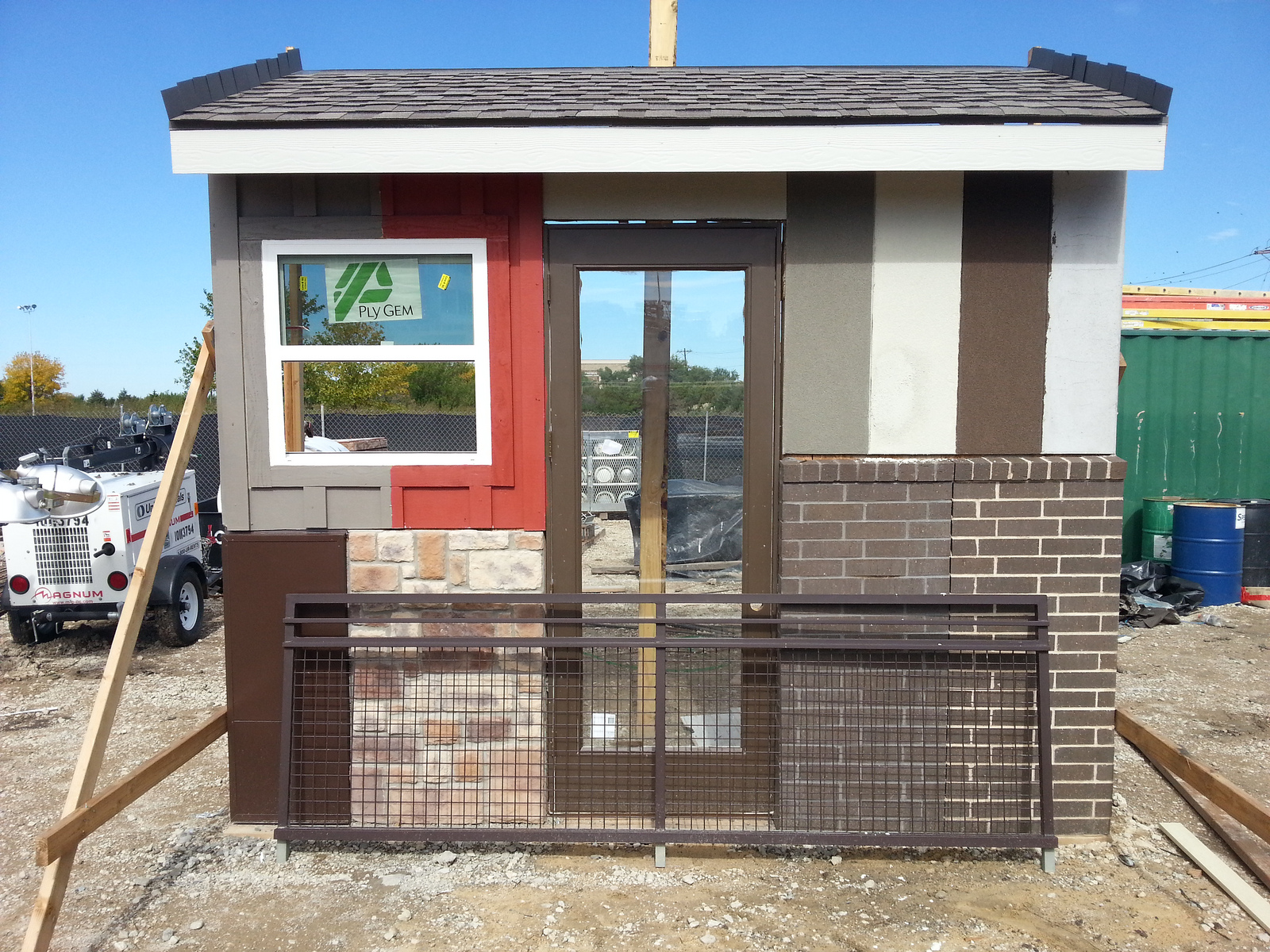
在美國德州Mckinney新城市規劃社區的建築Mockup(樣品)

在一個建築專案的建造開始前，建築師通常會請承包商提供材料Mockups(試驗模型，或稱實體模型、粗胚模型)供檢閱，讓設計團隊在安裝所購置的產品前，可以瀏覽選定的材料和顏色。建築Mockups(模型)也能運用在性能測試(例如安裝的窗戶滲水度測試)，及協助告知分包商細節如何安裝。